# Scuola romana di Storia delle religioni
La Scuola romana di Storia delle religioni è una scuola di studi fondata da Raffaele Pettazzoni e altri studiosi, fra i quali Carlo Diano nel secondo dopoguerra presso l’Istituto di Studi storico-religiosi dell'Università di Roma "La Sapienza" caratterizzata da un metodo analitico originale che ebbe tra i suoi più illustri esponenti studiosi quali Angelo Brelich, Ernesto de Martino, Vittorio Lanternari, Ugo Bianchi, Dario Sabbatucci.
D'impostazione storicista e aconfessionale, la Scuola romana di Storia delle religioni si caratterizzò per l'applicazione di un metodo comparativo teso a "individuare le analogie non meno che le specificità originali dei singoli fenomeni annoverati sub specie religionis".
La Scuola fu particolarmente attiva e coesa tra gli anni cinquanta e settanta. La prematura scomparsa di Angelo Brelich segnò il principio di un lento processo di disgregazione.
Il principale strumento di diffusione degli studi e del metodo della scuola fu il periodico Studi e materiali di storia delle religioni.
Attualmente si richiamano al metodo comparativo tipico della Scuola romana di Storia delle religioni studiosi operanti in diversi atenei italiani, tra gli altri: Sergio Botta, Marcello Massenzio, Paolo Scarpi, Giulia Piccaluga, Enrico Montanari, Alessandro Saggioro, Claudia Santi, Paolo Taviani, Chiara Letizia, Nicola Gasbarro, Adone Agnolin, Ileana Chirassi Colombo.

## Contributi

### Raffaele Pettazzoni
Raffaele Pettazzoni, primo titolare di una cattedra di ruolo in Storia delle Religioni in Italia (1924, a “La Sapienza”) è considerato il fondatore di questa scuola di studi che sarà caratterizzata dall'applicazione del metodo storico-comparativo da lui concepito alla storia delle religioni. Il comparativismo storico di Pettazzoni sosteneva la natura umana e culturale dei fatti religiosi e ne attestava la possibilità di comparazione. Egli, contrariamente a quanto fatto dall'evoluzionismo, che sosteneva l’adesione di qualunque sistema religioso alle leggi di un “darwinismo culturale” che guidava le forme del “sacro” dal semplice al complesso, e dalla fenomenologia, che comparava per ricercare l’esistenza di categorie e forme religiose permanenti oltre qualunque differenza spaziale e temporale, sostenne che la comparazione poteva essere solamente “storica” e tendente ad evidenziare le irriducibili specificità storiche di ogni fatto religioso. A differenza di una comparazione che ricercava leggi generali Pettazzoni concepiva un metodo comparativo che mettesse in luce le differenze che solo le particolari situazioni storiche possono giustificare.
Un altro importante contributo della sua ricerca fu il sostenere l’inesistenza di un monoteismo primordiale come primo stadio dell’evoluzione culturale umana. Pettazzoni propose una concezione dell’ “essere supremo” che variava tra diverse società rispetto alle rispettive basi strutturali. Di grande rilevanza fu anche il recupero storico del “mito” visto non più come frutto ingenuo di una mentalità fantasiosa o irrazionale bensì come prodotto storico contestuale all’orizzonte culturale che lo ha generato e quindi comprensibile e funzionale solo in relazione a quelle dinamiche in cui si è formato.

### Ernesto de Martino
De Martino non fu tra gli allievi di cattedra di Pettazzoni ma il comparativismo storico di Pettazzoni influenzerà la riflessione demartiniana sull’etnocentrismo.  Allievo di Croce, de Martino se ne distaccò nel considerare, contro lo storicismo crociano, i popoli e le masse subalterne oggetti di evoluzione storica, attori della storia e quindi analizzabili secondo un inquadramento storicistico.
A partire dalla fine degli anni ’40, de Martino sposta la sua attenzione verso i contadini del Meridione e verso il loro folklore e le loro manifestazioni rituali. Studiando le comunità rurali del Mezzogiorno, teorizzò il valore destorificante delle loro azioni rituali. La destorificazione operata col rito dalle masse contadine italiane si contrappone in de Martino all’agire storico tipico delle società evolute. La subalternità e l’involuzione sociale prodotte da un divenire storico incompreso, gettano gli individui di quelle società nel vortice di una “crisi della presenza” alla quale le società tradizionali rispondono attraverso il riscatto rituale. Il rito «comporta la canalizzazione, la formalizzazione dell’emozione in termini culturali che riescono a dominarla, a riscattarla in tempi, in modi e in uno spazio definiti». Fondamentale sarà il concetto, da lui stesso coniato, di 'etnocentrismo critico', inteso come consapevolezza del coinvolgimento del ricercatore, come impossibilità che egli annulli il proprio background culturale, come necessità che egli auto-critichi e metta in discussione ogni propria categoria valutativa, alla base della moderna antropologia interpretativa.

### Angelo Brelich
Brelich fu il successore nel 1959 di Pettazzoni alla cattedra romana di Storia delle religioni e con lui la Scuola volge il proprio interesse verso il mondo classico.  Nel caso dell'analisi del politeismo greco relaziona le figure mitologiche , la loro evoluzione, i loro rimandi nel mito e nel rito, con il contesto economico e sociale in cui tali figure vivono. Nel caso invece dell'analisi della religione romana affronta il caso della demitizzazione romana rapportandola alle modificazioni di ordine politico-sociale che caratterizzano la trasformazione dell’arcaico mondo rurale romano in direzione di uno Stato imperiale.
Brelich definirà così il ruolo socioculturale del mito «i miti fondano le cose che non solo sono come sono, ma devono essere come sono, perché così sono diventate in quel lontano tempo in cui tutto si è deciso; il mito rende accettabile ciò che è necessario accettare […] e assicura stabilità alle istituzioni; provvede, inoltre, a modelli di comportamento […]. Il mito, dunque non spiega, per un bisogno intellettuale, le cose […] ma le fonda conferendo loro valore». Inoltre «I primitivi “sanno” che i loro miti sono veri […] ma il loro “credere” non è una scelta tra diverse possibilità, bensì l’accettazione di un'unica evidenza» E ancora: «…mito singolo che, oltre ad essere complesso in sé, è doppiamente complesso per essere inseparabilmente connesso con tutti gli altri miti della stessa religione: nessun mito è, infatti, isolato, nessuno si comprende senza la conoscenza di tutta la mitologia»

### Vittorio Lanternari
L'antropologia di Lanternari, altro allievo di Pettazzoni, è rivolta alle cosiddette 'società primitive'. Importante fu il volume Movimenti religiosi di libertà e di salvezza dei popoli oppressi del 1960. Lanternari pone la propria attenzione verso le società subalterne all’Occidente e allo stesso modo di de Martino legge le strategie religiose di tali popolazioni in connessione alla loro struttura socio-economica. L’incontro tra culture estranee ma soprattutto diverse in termini di potere egemonico si pone in termini di scontro, di azione e reazione. Le reazioni dei “popoli oppressi”, però, sono reazioni che «si richiamano ad entità mitiche, ricorrono a riti, esprimono un linguaggio religioso: in breve danno risposte in chiave squisitamente religiosa, in forma di movimenti millenaristici o escatologici, nativisti e sincretici, messianici e profetici.» Lanternari evidenzia, quindi, un modus operandi che nel richiamarsi esclusivamente all’apparato mitico-rituale attua di fronte all’agire storico dell’Occidente una destorificazione. 

### Dario Sabbatucci
Titolare dal 1971 della seconda cattedra di Storia delle religioni a “La Sapienza”, Sabbatucci ha affrontato vari temi: la religiosità dell’antica Roma, nel duplice problema della sua “demitizzazione” e della sua ricca ritualità civica, la religiosità greca, con particolare attenzione al processo di trasformazione dell’arcaica cultura ateniese, fondata sul principio d’appartenenza genetica, verso una democrazia costruita sulla polis, l’analisi del corpus mitologico di culture tradizionali, evidenziando la deformazione etnocentrica nell’interpretazioni dei miti e nella conseguente creazione di alcune tipologie fenomenologiche. 
Di una certa importanza è la basilare distinzione sabbatucciana tra le funzioni di mito e rito in culture a tradizione orale: fondante e destorificante il primo, aperto all’ “attualità” e al “mutabile” ma altrettanto destorificante il secondo. Scrive Sabbatucci: «mito e rito sono funzionalmente dissociabili in vista di una scelta che ogni cultura fa tra ciò che deve essere ritenuto immutabile [mito] e ciò che deve essere ritenuto mutabile [rito]». Sabbatucci inoltre analizza le trasformazioni funzionali che questi due fenomeni subiscono nella transizione alla cultura scritta e alla concezione lineare del tempo. 
Negli studi di Sabbatucci è inoltre possibile scorgere un'altra distinzione: quella tra civico e religioso. Scrive Sabbatucci: se il civico nella nostra cultura è definito dalla dialettica tra pubblico e privato, il religioso lo è dalla dialettica tra sacro e profano.